# Le Congrès de futurologie
Cet article concerne le roman de Stanisław Lem. Pour le film adapté, voir Le Congrès.
Le Congrès de futurologie (titre original : Kongres futurologiczny ze wspomnien ljona tichego) est un roman de l'écrivain polonais Stanisław Lem, paru pour la première en 1971 en Pologne puis traduit en français et publié en 1976. C'est le premier roman de l'auteur avec le personnage d'Ijon Tichy.
En France, le roman a ensuite été réédité chez J'ai lu en novembre 1984 puis en 1995, ainsi que par Pocket en décembre 1990.

## Résumé
À la fin du XXe siècle, le nombre de futurologues augmente sans arrêt. De nombreux colloques et séminaires sont organisés dans le monde, dans des hôtels luxueux le plus souvent.
Le professeur Ijon Tichy est invité au Hilton du Costaricana par le Professeur Tarantoga pour assister au 8e congrès mondial de la futurologie. Tichy se demande bien pourquoi cet endroit dangereux a été choisi. Des terroristes ont enlevé le consul des États-Unis et dès le début du congrès des combats éclatent dans les rues. Dans ce chaos général, le gouvernement contre-attaque en jetant des doses massives de supercarésine et de félicitol dans l’eau potable.
Tichy se réfugie alors dans les égouts et y perd connaissance. Lorsqu’il revient à lui, il est en 2039, dans un monde dystopique « gouverné » par la psycho-chimie...

### Quatrième de couverture
« Saviez-vous que le nombre de futurologues croît à la même vitesse que l'humanité tout entière ?

Le huitième congrès mondial de futurologie a tenu ses assises au Hilton de Costaricana. J'y assistais. Dès le matin, un commando terroriste enleva le consul général américain. De mon côté, au bar de l'hôtel, je fis la connaissance d'un colosse barbu armé d'un fusil antipape qu'il comptait utiliser sur la personne d'Adrien XI. Il y avait de l'électricité dans l'air. Notre première séance n'était pas achevée que les combats de rue éclatèrent. Le pays était en proie à une nouvelle révolution. Le gouvernement fit aussitôt glisser dans l'eau du robinet de fortes doses de supercarésine et de félicitol. L'émeute tourna rapidement à l'orgie, et au milieu de la confusion générale, il fallut bientôt chercher refuge dans les égouts, où les rats intoxiqués se promenaient en couples, la queue dans la queue.
Et ce n'était encore que la première journée  ! Lorsque je repris mes esprits, en 2039, la psychimie avait fait accomplir à la civilisation d'énormes progrès. Je n'étais pas au bout de mes surprises.
La société sécrète les drogues qui assurent sa survie ; l'ordre social lui-même en est la plus redoutable. À l'inverse des futurologues, Lem a choisi d'éclairer notre présent à l'aide des mots de l'avenir, néologismes bouffons ou terrifiants.
L'apocalypse saugrenue qui nous est décrite ici évoque aussi bien les pièges logiques de Robert Sheckley que les univers emboîtés de Philip K. Dick. »

— édition Calmann-Lévy

## Adaptation cinématographique
En 2013, le réalisateur israélien Ari Folman adapte l'œuvre de Stanisław Lem dans une coproduction américano-luxembourgo-israélo-polonaise. L'histoire est remaniée autour de l'actrice américaine Robin Wright qui interprète son propre rôle.